# سرزمین باطله
سرزمین باطله یا سرزمین زباله (انگلیسی: Waste Land) یک فیلم مستند به کارگردانی لوسی واکر است که در سال ۲۰۱۰ منتشر شد.